# Xavier Daufresne
Xavier Daufresne (* 24. Dezember 1968 in Lasne) ist ein ehemaliger belgischer Tennisspieler.

## Leben
Daufresne wurde 1988 Tennisprofi. Er spielte im Laufe seiner Karriere vorrangig auf der ATP Challenger Tour, dort gewann er 1989 mit Denis Langaskens die Doppeltitel von Knokke-Heist und Odrimont, sowie 1991 in Cali seinen einzigen Einzeltitel. Seinen größten Erfolg auf der ATP World Tour hatte er 1992 in Johannesburg, wo er nach Siegen über Kevin Curren und Jeremy Bates ins Viertelfinale einzog und zudem an der Seite von Pablo Arraya im Halbfinale der Doppelkonkurrenz stand. Weitere Halbfinalteilnahmen bei ATP-Turnieren hatte er im selben Jahr in Bordeaux mit Stéphane Simian und Taipeh mit Dick Norman. Die höchste Notierung in der Tennis-Weltrangliste erreichte er 1994 mit Position 109 im Einzel sowie 1992 mit Position 150 im Doppel.
Sein bestes Einzelergebnis bei einem Grand-Slam-Turnier war das Erreichen des Achtelfinales der Australian Open 1994. Nachdem es ihm zuvor noch nie gelungen war, sich für ein Grand-Slam-Turnier überhaupt zu qualifizieren, gelangen ihm 1994 sensationelle Siege über die haushoch favorisierten Thomas Johansson, Thomas Enqvist und Patrick Rafter, bevor er in vier Sätzen Todd Martin unterlag. Im selben Jahr erreichte er die zweite Runde der French Open; nach einem Sieg über Frédéric Fontang verlor er gegen Cédric Pioline. Eine weitere Qualifikation für ein Grand-Slam-Turnier gelang ihm danach nicht mehr.
Daufresne spielte zwischen 1988 und 1994 sieben Einzel- sowie sechs Doppelpartien für die belgische Davis-Cup-Mannschaft. Sein größter Erfolg mit der Mannschaft war die Teilnahme an der ersten Runde der Weltgruppe 1994. Bei der 0:5-Niederlage gegen die Niederlande verlor er seine Einzel gegen Jan Siemerink und Paul Haarhuis; sowie an der Seite von Filip Dewulf auch das Doppel.

## Turniersiege
| Legende                       |
| Grand Slam                    |
| Tennis Masters Cup            |
| ATP Masters Series            |
| ATP International Series Gold |
| ATP International Series      |
| ATP Challenger Tour (3)       |

### Einzel
| Nr. | Datum | Turnier | Belag | Finalgegner      | Ergebnis |
| --- | ----- | ------- | ----- | ---------------- | -------- |
| 1.  | 1991  | Cali    | Sand  | Martin Stringari | 6:4, 6:3 |

### Doppel
| Nr. | Datum | Turnier      | Belag | Partner          | Finalgegner                         | Ergebnis |
| --- | ----- | ------------ | ----- | ---------------- | ----------------------------------- | -------- |
| 1.  | 1989  | Knokke-Heist | Sand  | Denis Langaskens | Karel Demuynck Libor Pimek          | 7:5, 6:2 |
| 1.  | 1989  | Odrimont     | Sand  | Denis Langaskens | Per Henricsson Srinivasan Vasudevan | 6:4, 6:2 |